# Theodor Fliedner Stiftung
Die Theodor Fliedner Stiftung (sic) ist eine privatrechtliche Stiftung mit den Schwerpunkten Alten-, Kranken- und Behindertenhilfe mit Hauptsitz in Mülheim an der Ruhr.

## Geschichte
Die Einrichtung geht zurück auf den evangelischen Pfarrer Theodor Fliedner, der 1844 eine „Pastoralgehülfen- und Diakonenanstalt“ in Duisburg gründete. Nach vier Jahren wurde die Einrichtung in die eigenständige Stiftung "Diakonenanstalt Duisburg" umgewandelt. Ziel der Stiftung war die Ausbildung von Hilfsdiakonen und Heimleitern sowie u. a. Krankenpfleger und Mitarbeiter in der sozialen Arbeit. Vorbild und Anregung für die Stiftung gab der Hamburger Theologe Johann Hinrich Wichern, der 1833 in Hamburg das Kinder- und Jugendheim Rauhes Haus gegründet hatte und dort Helfer und Erzieher für die soziale Arbeit ausbildete.
Im Lauf der Jahre erweiterte die Stiftung ihre Arbeitsgebiete und übernahm u. a. die Leitung von Institutionen und Tätigkeiten in der Suchtarbeit, der Seuchenbekämpfung sowie der inneren Mission. 1973 wurde die Stiftung im Gedenken an seinen Gründer in Theodor Fliedner Werk umbenannt, im Juli 2001 erfolgte eine erneute Umbenennung in Theodor Fliedner Stiftung.
Die heutige Theodor Fliedner Stiftung unterstützt mit ihren über 2.000 Mitarbeitenden Menschen mit ganz unterschiedlichen Hilfebedarfen: Unter den Leitbegriffen Normalität, Individualität und Teilhabe engagiert sie sich in der Altenhilfe, in der Assistenz von Menschen mit Behinderungen, in der Psychiatrie und Psychotherapie sowie in Ausbildung, Forschung und Lehre. Die Stiftung bietet an bundesweit über 30 Standorten ambulante, teilstationäre und stationäre Angebote. Als evangelische Stiftung gehört sie zur Diakonie in Deutschland und ist Mitglied in allen diakonischen Werken der evangelischen Landeskirchen, auf deren Gebiet sie tätig ist.

## Leitung
Bisherige Leiter der Einrichtung bzw. Stiftung:
- Wilhelm Brandt (1845–1847), Inspektor
- Richard Engelbert (1847–1906), Inspektor, Pfarrer, Direktor
- Hermann Giese (1906–1930), Pfarrer, Direktor
- Adolf Weßler (1930–1952), Pfarrer, Direktor
- Wilhelm Schütz (1952–1963), Pfarrer, Direktor
- Werner Laug (1963–1972), Pfarrer, Direktor
- Carl Heinz Peisker (1972–1980), Pfarrer, Direktor
- Klaus D. Hildemann (1981–2011), Pfarrer, Direktor; dann Leitender Direktor der Stiftung
- Matthias Dargel und Sabine Halfen, theologischer und kaufmännischer Vorstand
- Martin Bach und Sabine Halfen, theologischer und kaufmännischer Vorstand
- Carsten Bräumer (seit 2018), theologischer Vorstand und Vorstandsvorsitzender[1]